# Vĩnh Phúc, Quế Lâm
Vĩnh Phúc (chữ Hán giản thể: 永福县, bính âm: Yǒngfú Xiàn, âm Hán Việt: Vĩnh Phúc huyện) là một huyện thuộc địa cấp thị Quế Lâm, khu tự trị dân tộc Choang Quảng Tây, Cộng hòa Nhân dân Trung Hoa. Huyện Vĩnh Phúc nằm ở tây nam của Quế Lâm, có các mỹ danh như: Sơn thanh thủy tú, Nhân kiệt địa linh, Phúc thọ chi hương. Huyện này có diện tích 2.807 km², dân số năm 2002 là 270.000 người. Mã số bưu chính của huyện Vĩnh Phúc là 541800. Chính quyền nhân huyện đóng ở trấn Vĩnh Phúc.

## Các đơn vị hành chính
Huyện này có 6 trấn và 3 hương:
- Trấn: Vĩnh Phúc (永福), Tô Kiều (苏桥), La Cẩm (罗锦), Bảo Lý (堡里), Tam Hoàng (三皇), Bách Thọ (百寿).
- Hương: Quảng Phúc (广福), Vĩnh An (永安), Long Giang (龙江).